# Bulape
 (septembre 2018).
Si vous disposez d'ouvrages ou d'articles de référence ou si vous connaissez des sites web de qualité traitant du thème abordé ici, merci de compléter l'article en donnant les références utiles à sa vérifiabilité et en les liant à la section « Notes et références ».
Bulape est une localité de République démocratique du Congo d'environ 30 000 habitants, située au nord-est de Kinshasa. Son agglomération totalise près de 100 000 habitants.
Il y a un hôpital, un institut qui prépare les bacheliers, une école d'infirmiers, quatre grandes églises de la communauté presbytérienne.
Il y a un lac à 45 minutes de la station missionnaire.
La population se nourrit surtout de la viande des gibiers, moutons, chèvres, poules, lapins, poissons, oiseaux, du riz, des haricots et des légumes verts et des fruits.